# Fousseni Diabaté
Fousseni Diabaté (Aubervilliers, 1995. október 18. –) francia születésű mali válogatott labdarúgó, a svájci Lausanne-Sport játékosa.

## Pályafutása

### Klubcsapatban
Diabaté a Stade Rennais akadémiáján nevelkedett, hétéves korában pedig a Stade de Reims igazolta le. Az ezt követő években itt és a Guingamp tartalékjai között játszott, majd 2017. június 20-án a Gazélec Ajaccio szerződtette. Itt lépett először pályára felnőtt mérkőzésen, 2017. július 28-án a Valenciennes elleni 1–1-es döntetlen alkalmával mutatkozott be a Ligue 2-ben. A francia másodosztályban tizennyolc bajnokin háromszor volt eredményes.
2018. január 13-án az angol Leicester City igazolta le.

### A válogatottban
Diabaté tagja volt a 2015-ös U20-as világbajnokságon ezüstérmet szerző mali válogatottnak. Öt találkozón szerepelt a 2015-ös U20-as afrikai nemzetek kupáján. 2016-ban szerepelt a Touloni Ifjúsági Tornán.

## További információ
- Fousseni Diabaté adatlapja a Soccerway oldalon (angolul)
- FIFA Profile Archiválva 2018. január 14-i dátummal a Wayback Machine-ben
- L'Equipe Profile
- GFCA Profile